# Tresivio
Tresivio – miejscowość i gmina we Włoszech, w regionie Lombardia, w prowincji Sondrio.
Według danych na rok 2004 gminę zamieszkiwały 1943 osoby, 129,5 os./km².